# Лиськов Микита Юрійович
Микита Юрійович Лиськов (нар. 11 березня 1983, Дніпропетровськ) — український режисер анімаційного кіно. 
З 1997—2002 вивчав живопис у Дніпропетровському театрально-художньому коледжі.
У 2012 закінчив Київський національний університет театру, кіно і телебачення імені Івана Карпенка-Карого (режисер анімаційного кіно).
З 2023 року викладає історію та драматургію анімації у "Фаховий мистецько-художній коледж культури"Дніпропетровської обласної ради" 
Двократний лауреат нагороди Золота дзиґа, за найкращий анімаційний фільм (фільми "Кохання" та "Путлер Капут")
Володар гран-прі таких фестивалів як: DokLeipzig (Germany), Poff shorts (Estonia), Animocje (Poland), Turku Animated Film Festival (Finland), Відкрита Ніч (Ukraine), Linoleum International animation Short Film Festival (Ukraine), KROK (Ukraine), Anifilm (Czech Republic)
У 2024 році, завдяки гранту від House of Europe пройшов онлайн курс з анімаційної педагогіки з естонським ментором Прійтом Пярном
Наразі Микита працює викладачем та створює анімацію у своєму рідному місті Дніпрі.

## Біографія
Дитинство Микити припало на кінець радянського союзу, тому безперечно одним із впливів на своє світоставлення, як анімаційного режисера Микита визначає фільми таких аніматорів як Роберт Саакянц та Прійт Пярн.                                                                                                                    
Ось так Микита описує свої перші анімаційні враження -  "Це був 1993 рік, мені було 10 років, мультфільми показували по телебаченню у визначений час, я як завжди, передивлявся програму в газеті, щоб дізнатися о котрій сьогодні будуть показувати мультики. Зайнявши місце перед чорно-білим екраном я почав очікувати на показ, але того дня замість мультфільмів показували ігрове кіно. Таке траплялося доволі часто, програма зміщувалась, тож треба було дочекатися кінця цього фільму. Але він все не кінчався, на екрані відбувалися незрозумілі похмурі події, і що найголовніше в середині цього фільму були уривки анімації. Мене дуже вразила наступна сцена - дві квітки, переплітаючись, перетворюються на еротичні символи статевих органів, проникають одне в одне, а потім одна з квіток перетворюється на пащі хижака і зжирає іншу. Я запам'ятав цей епізод на все життя, я був наляканий і шокований, але й одночасно заворожений подіями на екрані. Лише через 15 років потому, коли я вже навчався в Університеті у Києві мені довелося побачити художній фільм The Wall, і я одразу зрозумів що цей й був той самий фільм. Мабуть, через такий травматичний досвід, я зрозумів наскільки впливовим може бути анімація".                                                                                                                                                                                                                                                                                                                                                                                                                                                                                 
"Мені завжди подобалася анімація, але у моєму дитинстві не було закладів де я міг би цьому навчитися. Тому батьки вирішили віддати мене у Дніпропетровський театрально-художній коледж. Навчався я на живописця. В ті часи методика викладання була реалістична, малюєш те що бачиш і нічого не вигадуєш. Тому навчався я погано і після закінчення коледжу був розчарований.  У 2003 році фільм Степана Коваля "Йшов трамвай дев'ятий номер" отримав гран-прі на фестивалі Берлінале. І про цю подію багато говорили у пресі, фільм мені страшенно сподобався. З одного з чисельних інтерв'ю пана Степана я дізнався, що він навчався у Київський національний університет театру, кіно і телебачення імені Івана Карпенка-Карого і що там вчать на режисера анімаційного кіно. Через рік я вступив на це відділення і зрозумів що анімація є тим чим я хочу займатися".

## Творчість
У своїх перших студентських фільмах "Двері", "Око", "Птахи" Микита розповідав романтичні історії за допомогою символів. Згодом, відійшовши від цієї концепції, його фільми стали рефлексією на українське сьогодення. Через призму абсурду та чорного гумору, Микита створює впізнавану альтернативну версію сучасної української реальності. 

## Фільмографія
- 2016 — Я купив велосипед
- 2017 — The End
- 2019 — Кохання (Deep love)
- 2020 — Imaginary Landscapes
- 2022 — Путлер Капут
- 2023 — Весна
- 2024 — Міст
- 2025 — Київський торт

## Нагороди
- DokLeipzig (Germany)  — next masters competition — Grand prix
- Poff shorts (Estonia)  — International competition -  Grand prix
- International Animated Film Festival Animocje (Poland)  — Grand prix
- Open night (Ukraine) — Grand prix
- 48th Molodist Kyiv International Film Festival (Ukraine) — Ukrainian competition — Jury award
- KISFF Kyiv International Short Film Festival (Ukraine) — International competition — Audience award
- Kinoshok (Ukraine) — Ukrainian competition — Grand prix
- Lviv International Short Film Festival Wiz-Art (Ukraine) -  Ukrainian competition — Grand prix
- Kinokolo (Ukraine) — best animated movie 2019
- Turku Animated Film Festival (Finland) -  International competition — Grand prix
- Linoleum International animation Short Film Festival (Ukraine) -  Ukrainian competition — Grand prix
- PIAFF, Paris International Animation Film Festival (France)  - International competition — Jury Award
- Balkanima (Serbia)  - International competition — Special Mention
- Međunarodni festival animacije Animanima (Serbia) — Special Mention
- Feinaki 2019 Beijing Animation Week (China)  - International competition — jury award
- Laterna Magica (Brazil)  — Diploma for best animation technique
- KROK  2019 (Ukraine)  — Ukrainian competition — Grand prix
- IV Золота Дзига (Ukraine) — Найкращий анімаційний фільм 2020
- Animafest Cyprus — Honorary Mention
- Rising of Lusitania — AnimaDoc Film Festival in Łódź 2020  (Poland) — Special Mention
- Festival of animation Berlin  (Germany) — Special Mention
- 19th edition of the Lausanne Underground Film Festival (Switzerland) - Best Animation Short
- ZUBROFFKA (Poland) 2021 special mention by Polish Journalist Jury
- ZUBROFFKA (Poland)  2021 main award in the EASTWARD WINDOW
- Anifilm (Czech Republic) - 2022- best abstract movie - Grand Prize
- VII Золота Дзига (Ukraine) -  Найкращий анімаційний фільм 2023